# Limnebius myrmidon
Limnebius myrmidon är en skalbaggsart som beskrevs av Claudius Rey 1883. Limnebius myrmidon ingår i släktet Limnebius och familjen vattenbrynsbaggar. Inga underarter finns listade i Catalogue of Life.